# Hittételek és vélemények könyve
Szaadja gaon (882–942) műve, a Hittételek és vélemények könyve a középkori zsidó filozófiai gondolkodás összefoglalása.

## Ötödik értekezés – A jó és a rossz cselekedetekről

### Első fejezet
Az érdem az Isten iránt tanúsított engedelmesség, rossz cselekedet pedig ha Istennel szembeni engedetlenségünk kerül túlsúlyba – szűri le a Szentírásból a szerző. Cselekedeteink nyomot hagynak a lelkünkben, megtisztítják vagy beszennyezik azt.
Az emberek összekeverik a kiváló és az értéktelen dolgokat. A hozzá nem értésre különböző példákat hoz, szakmák segítségével: pénzváltó, aki különbséget tesz valódi és hamis érmék között, orvos, aki képes következtetni a test állapotára, ellentétben a kontárokkal, és így tovább., ez jellemzi az úgynevezett finom mesterségeket.
Ebből az következik, hogy még ha az emberek nem is veszik észre – többek közt mivel a lélek tiszta szellemi szubsztancia, így számukra láthatatlan – az Alkotójuk számára a lelkek hibái nyilvánvalóak. 
Bár az ember ehet tiszta és tisztátalan ételeket is, és mindkettő tápláló lehet számára, illetve élhet együtt valakivel tiltott és megengedett módon, és mindkettőben örömét lelheti, ahogy a pénzváltó különbséget tesz a dinárok közt, úgy tesz az Úr is.
Ha lelkünkben a jó cselekedetek vannak túlsúlyban, akkor az megtisztul, és fénnyel telítődik, ahogy a Szentírás mondja. Rossz cselekedetek túlsúlya esetén lelkünk zavarossá és sötétté válik. Isten megjegyzi minden cselekedetünket, úgy ahogyan mi feljegyzünk dolgokat. Ezért alkalmazza a Szentírás a könyvhasonlatot. 
A másvilágon mindenki a tetteihez méltón kap viszonzást, azonban Isten e világon is jutalmaz minket jótetteinkért, és büntet a rosszakért, de ezek csupán jelzések és ízelítők ahhoz képest, ami majd a túlvilágon várható.

### Második fejezet
Isten szolgáinak tíz csoportba való osztása, jó és rossz cselekedeteik szerint: 
1. Erényes
2. Gonosz
3. Engedelmes
4. Engedetlen
5. Tökéletes
6. Hanyag
7. Vétkes
8. Romlott
9. Hitetlen
10. Bűnbánó

Vannak azonban olyanok, akik a fentiek közül egyik csoportba, mert jó és rossz cselekedeteik egyensúlyban állnak. Erényes az, akinek cselekedeteiben a jótettek vannak túlsúlyban. Gonosz, kinek cselekedeteinek többsége rossz tett. Mindkettőt Szentírásbeli példák sorozatával támasztja alá. Ugyanakkor vannak olyan erényes emberek, akik megbánták jótetteiket, és ezért a másvilágon és ezzel elesik jutalomtól, ugyanakkor az az ember, aki bűnbánatot gyakorol, jutalmat kap a paradicsomban, de legalábbis büntetése enyhül.
A jó cselekedetek nem egyetlen bűn miatt válnak semmissé, hanem azért, mert megbánjuk őket, és ugyanúgy egyetlen jó cselekedet sem tehet semmissé annyi rosszat, hanem az eddigiek miatti bűntudat az, ami jóvá teheti.

### Harmadik fejezet
Az erényes emberek világi szenvedései két csoportra oszthatóak: 
1. Csekély vétkekért járó megtorlás
2. Megpróbáltatások (ha elviseljük a szenvedést, ezeket aztán Isten jóval viszonozza)
3. Aki azonban nem viseli el a szenvedést, azt Isten nem teszi próbára, hiszen ebből semmi haszna nem származna. A valódi előny az erényesek türelme. Az ember szenvedése próbatétel, ám ha megkérdi az Örökkévalót, hogy miért, arra Ő általában nem felel.

Még a tökéletes ember is szenvedhet, még őt is próbára teheti Isten, hiszen gyermekek is szoktak szenvedni, akik a későbbiekben bizonyosan kárpótolva lesznek szenvedéseikért. Az Úr csapásai olyanok számunkra, mint amikor az apa bezár vagy fenyít bennünket, nevelő célzattal.
Az istentagadók hatféle kategóriája:
- Akiről Isten tudja, hogy meg fog térni, ezért elhalasztja büntetését, időt hagyva a bűnbánatra
- Gonosztevő, akit Isten azért hagyott életben, mert erényes ivadéka lesz
- Gonosztevő, akinek Isten azért adott haladékot, hogy a csekély jó cselekedetét viszonozza
- Olyan gonosztevő, akit azért hagy életben, hogy általa rosszabbakon álljon vele bosszút
- Olyan gonosz ember, akit Isten egy erényes ember kedvért hagy életben
- Olyanok, akik azért részesülnek haladékban, hogy büntetésük még súlyosabb legyen utána

### Negyedik fejezet
Az engedelmes ember fogalma: aki a rá vonatkozó előírások közül egész élete folyamán egyet sem szeg meg. 
Az engedetlen ember fogalma: aki a rá vonatkozó előírásokat állandóan áthágja, hitehagyott.
A tökéletes ember: hiánytalanul végrehajtja az összes tevőleges és tiltó parancsolatot, úgy, hogy egyet sem hagy ki belőle. (Többség nem hisz a létezésében, de a szerző igen.)
A hanyag ember fogalma: figyelmen kívül hagyja a tevőleges parancsolatokat, a tevőleges parancsolatok megszegője.
A vétkes ember: a tiltó parancsolatok megszegője ( de nem nagyon, különben súlyos büntetést kéne elszenvedniük).
A romlott ember fogalma: aki a nagy bűnöket elköveti (pl.: vérfertőzés, szombatszegés, engesztelés napi böjt megszegése, kovászos ételek fogyasztása Pészahkor, és ehhez hasonló bűnök).
A hitetlen ember fogalma: aki a vallás alapelvét veszi semmibe, azaz az egyetlen, mindent magába foglaló Istenben való hitet tagadja meg.
Ennek három formája létezik:
1. Amikor az ember “mást” imád, pl.: bálványokat, embert, Napot, Holdat
2. Amikor az ember sem Istent sem mást nem szolgál, nem imád
3. Akinek vallási meggyőződése szíve mélyén nem szilárd, kételkedik

Ha bűnbánatot gyakorolnak, akkor mindannyian bocsánatot nyernek mind e világon, mind a másvilágon (kivéve akik mindenképpen e világi büntetésben kell részesüljenek Isten akaratából).

### Ötödik fejezet
A bűnbánó az, aki a bűnbánatra vonatkozó előírásoknak eleget tett. A bűnbánat négy kritériuma:
1. Bűnről való lemondás
2. Megbánás
3. Bűnbocsánatért folyamodás
4. Kötelezettség arra nézve, hogy nem fog visszaesni

A bűnbe való visszaesés kivédéséhez az erről a világról való lemondás tanát kell kifejleszteni, emlékeztetni kell az embert annak esendő állapotára. További három követelmény:
1. Több imádkozás
2. Jótékony adakozás növelése
3. Az emberek jó útra való térítése

Hatodik fejezet:
Körülmények, melyek az imát érvénytelenné teszik:
- Ha az ember már az ítélet megszületése után imádkozik
- Minden meggyőződést nélkülöző ima
- Annak az imája, aki nem figyel a Tóra szavaira
- Annak az embernek az imája, a szükségben szenvedők kérését figyelmen kívül hagyja
- Annak az imája, aki tiltott módon gyűjt vagyont
- Aki imáját tisztátalan állapotban végzi
- Aki sok engedetlenséget követett el, és ezért nem végzett bűnbánatot

Minden vétek bocsánatot nyerhet bűnbánat által, kivéve az alábbi hármat:
1. Ha valaki egy közösséget megtéveszt, rossz irányba viszi őket, vagy ügyükben helytelen határozatot hoz
2. Ha valaki egy hívőről rágalmakat terjeszt
3. Ha valakinek jogtalanul szerzett dolog van a birtokában, és azt nem adja vissza jogos tulajdonosának (Ha nem ismeri a tulajdonost, adományozza el)

Bűnök, amelyekért mindenképpen e világi büntetés jár:
- Hamis eskü
- Ártatlan vérének kiontása
- Aki férjes asszonnyal hál
- Hamis tanúzás

Jótettek, melyekért mindenképpen e világi jutalom jár:
- Szülők tisztelete
- Állatokkal való kíméletes bánásmód
- Jogszerű és tisztességes viselkedés

A bűnbánat öt fokozata:
1. Az elkövető az elkövetés idejében, az elkövetés színhelyén, a bűne kísérő körülményeinek jelenlétében bánja meg bűnét
2. A bűnös már túllépett az elkövetés idején, eltávolodott a színhelyétől, nincsenek vele bűnének kísérő körülményei
3. Addig nem gyakorol bűnbánatot, amíg az őt fenyegető csapásról nem hall
4. Aki csak akkor tart bűnbánatot, amikor a beígért csapás egy része már megtörtént
5. Aki akkor gyakorol bűnbánatot, amikor lelke elhagyja testét

### Hetedik fejezet
A kiegyensúlyozott ember, aki azonos mennyiségű jó és rossz cselekedetet hajtott végre. Az ilyen ember jó eséllyel az erényesek közé számoltatik.
A Teremtő cselekedetei:
- A bűnbánat elfogadása
- A nehéz helyzetben levő ember fohászának elfogadása
- Amikor a kiegyensúlyozott embert az erényesek közé sorolja

De a végső elszámolás idején Isten szolgái két, és nem három csoportra oszlanak: erényesekre és gonoszokra. A kiváló emberek engedelmessége értékesebb, mint az átlagembereké, ugyanakkor a megkülönböztetett helyen történő engedetlenség is súlyosabb bűnnek számít.

### Nyolcadik fejezet
Ha az embernek gonosz gondolatai támadnak, ám megfékezi őket, és ellenáll nekik, ezért bőséges jutalmat érdemel. Aki viszont e rossz gondolatoknak csak gondolatban engedelmeskedik, de nem teszi meg, az csak gondolataiban vétkezett, és a Tóra szerint Utálatosak az Úr előtt a gonosz gondolatok.
Írásmagyarázók csoportjai, akik a Szentírás verseit értelmezik:
- Azok, akik a verseket az érzékek által tapasztalt valósággal próbálják egyeztetni
- Akik az értelemmel próbálják őket értelmezni
- Akik más szövegekkel hasonlítják össze
- Akik a hagyományok tartalmával vetik össze

Aki ezekkel sikeresen foglalkozik, az jutalmat érdemel, aki azonban nem jár sikerrel, az sem jutalomban, sem büntetésben nem részesül. Aki a Tóra parancsolatait kísérli meg megmagyarázni, a hamis próféták tanait követi. Aki a Teremtő tulajdonságai közé újításokat vezet be, hitetlennek számít.
A bíró aki a saját véleménye szerint alkot ítéletet, amennyiben a vallás megőrzése a szándéka, jutalmat érdemel. Ha ítéletei saját érdekét szolgálják, azzal önmagát pusztítja el. Erre a példára építve érvényesek ugyan ezek az állítások a tudatlanokra, akik olvassák a Tórát, és a szegényekre, a kik elhanyagolják vallási kötelezettségüket. A részegek bűne nem bocsáttatik meg, illetve aki állandóan visszaesik a bűnbe, annak bűnbánata körülményesebb. Az engesztelés napi bocsánat bűnbánat nélkül nem válik hasznunkra. A más embereket tévútra vezetők bűnbánata nem lehet teljes, csak akkor ha azt megismétlik.

## Magyarul
- Hittételek és vélemények könyve; arabból ford. Hegedűs Gyöngyi; Goldziher Intézet–L'Harmattan, Bp., 2005 (Dialogos) ISBN 963-7343-34-2